# Teorija informacije
Teorija informacija disciplina je primijenjene matematike koja se bavi kvantificiranjem količine informacija u sustavima, s ciljem da se komunikacija među sustavima odvija pod najboljim uvjetima. Mjerenje količine informacija izvodi se izračunavanjem Entropije informacija.
Claude Shannon je 1948. godine izdao članak pod nazivom A Mathematical Theory of Communications, koji se smatra temeljem te discipline.